# Leucoraja virginica
Leucoraja virginica és una espècie de peix de la família dels raids i de l'ordre dels raïformes.

## Hàbitat
És un peix marí, de clima subtropical i bentopelàgic que viu entre 104-117 m de fondària.

## Distribució geogràfica
Es troba a l'oceà Atlàntic nord-occidental.

## Observacions
És inofensiu per als humans.